# Balneoterapia
La balneoterapia è una delle terapie termali più praticate.
Le acque minerali terapeuticamente attive, grazie alla loro composizione, esercitano l'azione curativa. Il trattamento più frequente consiste nella balneoterapia con acqua calda. Vengono utilizzate vasche apposite o piscine, la durata del trattamento dura tra i 10 e i 15 minuti e la temperatura dell'acqua attorno ai 35 o 37 °C. Subito dopo è necessario un periodo di riposo di 30 - 40 minuti per rendere effettivi i benefici del trattamento.
La balneoterapia costituisce un valido sostegno nella cura delle patologie dell'apparato locomotore, nei trattamenti post traumatici e chirurgici e per sintomatologie d'insufficienza venosa cronica e insufficienza linfatica.
La balneoterapia può essere applicata in diversi modi; i più diffusi sono: idromassaggio, ginnastica vascolare idrica, docce. Esiste l'ulteriore variante della balneoterapia orale.

## Idromassaggio
Metodo massoterapico, noto per il relax ed il benessere fisico che se ne trae, sfrutta la pressione dell'acqua tenuta ad una determinata temperatura. L'acqua calda a circa 37/38 °C favorisce la circolazione e rilassa i muscoli, l'acqua fredda può aumentare la pressione arteriosa conferendo tonicità.
La pressione massaggiante dell'acqua rende le gambe meno gonfie e riduce la cellulite. Particolarmente indicata nelle patologie a carico di: apparato locomotore, circolatorio e cute.

## Ginnastica vascolare idrica
La ginnastica vascolare idrica consiste nell'immersione di uno o più arti in acqua calda e fredda, rapidamente alternate. Gli arti vengono immersi in apposite vasche in acqua portata alla temperatura di 40/42 °C. Dopo qualche minuto la temperatura viene fatta scendere a 20 °C ripetendo Il procedimento per una durata complessiva di 30 minuti. La variazione rapida di temperatura consente un'attivazione della circolazione periferica e contribuisce a ridurre lo spasmo della muscolatura liscia vasale.

## Docce
Questa metodologia applicata poco, ha indubbi vantaggi fisiologici e diverse metodologie di applicazione. Si possono effettuare docce a temperature alte o fredde, o con temperatura alternata. Anche la localizzazione può variare da locale o a tutto il corpo. Anche la pressione può variare e influenza significativamente i tempi di applicazione del metodo.

### Doccia filiforme
Sicuramente la tipologia di doccia più utilizzata in Italia. Si applica un getto d'acqua perpendicolare alla cute di temperatura superiore ai 35 °C, lo spessore di qualche millimetro e con una pressione tra le 3 e le 10 atmosfere.